# 清仁亲王
清仁亲王（？—1030年（长元三年））是日本平安时代中期花山天皇的第一皇子，母平祐之的女儿中务。

## 人物生平
清仁亲王等花山天皇的子女，皆为花山天皇断发出家后所生。花山帝最宠爱清仁，宽弘元年（1004年），花山帝托左大臣藤原道长进言，让清仁亲王和他的异母弟昭登亲王成为他们的爷爷、花山帝之父冷泉院的犹子。最后，清仁亲王以冷泉院第五皇子的身份，获得亲王的身份。

宽弘八年（1011年），清仁亲王得授四品，敕准带剑上殿，任弹正尹。长元三年（1030年），亲王薨。

## 亲属
清仁亲王的后代即花山源氏。自清仁亲王之孙康资王开始，世代为神祇伯，家号白河（白川）。神祇伯世代有王号，不同与其他堂上家。

- 父：花山天皇
- 母：中务，平祐之的女儿
- 妃：大宰帅源赖房女[4]
  - 延信王[5]，万寿2年（1025年）3月29日赐姓源氏，从四位下神祇伯，侍从
- 母不详
  - 兼文王[6]，正亲正（一说为延信王之子）[7]
  - 永子女王，从四位下
  - 信子女王，从三位,藤原长忠母（另一个说法是长忠之母为昭登亲王之女）
  - 觉俊
- 养子：康资王（？-1090年），生父延信王，清仁亲王之孙。母筑前守高阶成顺之女。从四位下神祇伯，右京权大夫[8]。